# Laura Fraser
Laura Fraser (Glasgow, 24 de julio de 1975) es una actriz de cine y televisión escocesa. Interpretó a Door en la serie de fantasía urbana Neverwhere (1996), a Kate en la película A Knight's Tale (2001), a Cat MacKenzie en la serie dramática de BBC Three Lip Service (2010-2012) y a Lydia Rodarte-Quayle en la serie dramática policial de AMC Breaking Bad (2012-2013) y su spin-off Better Call Saul (2017-2020).

## Biografía
Fraser nació en Glasgow, Escocia. Es hija de Rose Fraser, profesora universitaria y enfermera, y Alister Fraser, guionista y empresario.
Su padre, Alister Fraser, es guionista y su madre, Rose Fraser, es enfermera.  Asistió a la escuela secundaria Hillhead y fue miembro del Scottish Youth Theatre. Se formó en la Real Academia Escocesa de Música y Arte Dramático (actualmente el Real Conservatorio de Escocia).
Desde 2003 está casada con el actor irlandés-estadounidense Karl Geary, con quien tiene una hija, Lila, nacida en mayo de 2006.

## Trayectoria
Su debut televisivo fue en la serie de la BBC Neverwhere (1996). En 1998 apareció en otra producción de la BBC, The Tribe, y en el papel de Lavinia en Titus (1999), así como a Justine en Virtual Sexuality (1999) y a Candice en Kevin & Perry Go Large (2000). Además, ha trabajado en A Knight's Tale y Vanilla Sky (2001). Protagonizó las series dramáticas de época de la BBC He Knew He Was Right (2005), Casanova (2005), Reinchenbach Falls y Talk to Me (2007)Protagonizó la película de comedia británica Nina's Heavenly Delights (2006). Interpretó a Claire Bellington en la serie de ITV Talk to Me (2007).
Fraser protagonizó el personaje principal en Florence Nightingale, transmitida por BBC One en junio de 2008. De 2010 a 2012, interpretó a Cat en la serie Lip Service de BBC Three. En 2010, se anunció que interpretaría a Jessica Brody en el piloto de la serie de suspenso político de Showtime, Homeland.  Fue reemplazada en el programa por Morena Baccarin.  De 2012 a 2013, interpretó a Lydia Rodarte-Quayle en la temporada final de la serie dramática criminal de AMC, Breaking Bad.  De 2017 a 2020, hizo apariciones ocasionales como el mismo personaje en la precuela Better Call Saul, pero no pudo aparecer durante la temporada final debido a las restricciones de la COVID-19 que impedían viajar entre Estados Unidos y Escocia, donde vivía cuando comenzó el rodaje de la temporada.
Interpretó a Eve Stone en la serie de televisión The Missing de 2016. Interpretó a la inspectora Juliet Wallace en la miniserie de la BBC One of Us de 2016. En 2017, Fraser interpretó a la inspectora Annie Redford en el drama de seis episodios de ITV The Loch. En enero de 2020, apareció como Kane en el episodio de Doctor Who "Orphan 55".
En 2025, Fraser protagonizó la serie de ITV Patience como la detective principal Bea Metcalf, quien construye una relación de trabajo con una persona neurodivergente, llamada Patience, del equipo de antecedentes penales.

## Filmografía

### Cine y televisión
- Vidas enfrentadas (1996) Small Faces. De Gillies MacKinnon
- La Prima Bette (1998) Cousin Bette. De Des McAnuff
- Nunca te vayas sin decir te quiero (1998) Left Luggage. De Jeroen Krabbe
- Whatever Happened to Harold Smith? (1999), de Peter Hewitt
- Titus (1999), de Julie Taymor
- Cuentos de Navidad (1999) A Christmas Carol. De David Hugh Jones
- DVD Sexualidad virtual (1999) Virtual Sexuality. De Nick Hurran
- DVD The Match (1999), de Mick Davis
- DVD Kevin y Perry, ¡hoy mojamos! (2000) Kevin & Perry Go Large. De Ed Bye
- Perdona y olvida (2000) Forgive and Forget. De Aisling Walsh
- A Knight's Tale (2001), de Brian Helgeland
- Den of Lions (2003), de James Bruce
- Ángeles de hierro (2004) Iron Jawed Angels. De Katja von Garnier
- Nina's Heavenly Delights (2006)
- The Flying Scotsman (2006), de Douglas Mackinnon
- The Boys Are Back (2009), de Scott Hicks
- Lip Service (2010-2012)
- Breaking Bad (2012-2013) - Lydia Rodarte-Quayle. Serie de televisión
- I Am Not a Serial Killer (2016), de Billy O'Brien
- Better Call Saul (2018) - Lydia Rodarte-Quayle. Serie de televisión
- In the Cloud (2018), de Mary Klaxon
- Traces (2019) - serie de televisión
- Patience (2025) Serie De Televisión